# 斂葬の儀

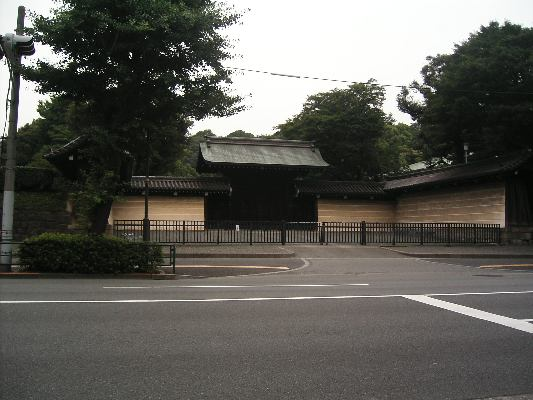
豊島岡墓地入口

斂葬の儀（れんそうのぎ）は、天皇・皇族の本葬のことである。

## 概要
「斂」の文字は「収斂」の語にもあるように「おさめる」ことを意味し、斂葬の語は、「死者を棺に納めて埋葬すること」を意味する。天皇及び三后（皇后・皇太后・太皇太后）以外の皇族が、豊島岡墓地に埋葬されるようになったのは、1873年（明治6年）の稚瑞照彦尊（明治天皇第一皇子）の薨去以来である。皇室典範に定められておらず、したがって天皇の葬儀にあたる「大喪の礼」のような国の儀式（皇室典範第24条）ではなく、「大喪儀」のような皇室の儀式である。
天皇崩御の際の「斂葬の儀」は、特別なもので、いわゆる葬儀・告別式に当たるものであり、
1. 葬場殿の儀 - 供物が霊前に献上され、天皇が御誄を読み、拝礼する
2. 陵所の儀 - 埋葬する

の2つの部分で構成される

## 葬儀の構成
ここでは皇族の葬儀について記述する。天皇や三后の葬儀については、大喪儀を参照。
1. 皇族が薨去（死去）し、宮邸内に遺体が安置される。
2. 御舟入りの儀（おふねいりのぎ） - 納棺にあたる。
3. 拝訣 - 天皇、皇后、その他皇族などの弔問が行われる。
4. 正寝移柩の儀 - 霊柩が当該皇族の邸宅に設けられた正寝（せいしん）に安置される。
5. 通夜 - 数日程度、正寝にて通夜にあたる儀式が行われる。
6. 轜車発引の儀 - 轜車[4]（じしゃ、皇族用霊柩車）で、邸宅から豊島岡墓地に柩が遷される。
7. 斂葬の儀 - 葬儀・告別式にあたる「葬場の儀」と納骨式にあたる「墓所の儀」から構成される。
  1. 葬場の儀 - 勅使・皇后宮使・その他皇族による葬儀が行われる。古来より天皇・皇后は皇族の葬儀には直接出席せず、使者を遣わすのが慣わしである。終了後、告別式にあたる一般拝礼が行われる。
  2. 出棺
  3. 火葬 - 近年は斂葬の儀は豊島岡墓地で行われるため、落合斎場で火葬に付される。
  4. 墓所の儀 - 遺骨が墓に葬られる。土盛りをして仮に塚を設け、数日一般拝礼を受け付けたのち、正式な墓を造営する。
8. 天皇、皇后は諒闇に服す。